# Pierre-de-Bresse
Pour les articles homonymes, voir Pierre et Bresse (homonymie).
Pierre-de-Bresse est une commune française située dans le département de Saône-et-Loire, en région Bourgogne-Franche-Comté.
À la commune de Pierre-de-Bresse (dénommée Pierre jusqu'en 1952) a été rattachée celle de Terrans en 1972.

## Géographie
Pierre-de-Bresse est située au nord de la région bressane, à mi-chemin entre Chalon-sur-Saône (40 km) à l'ouest, Dole et Lons-le-Saunier (40 km) à l'est, on rencontre Louhans à 30 km au sud, et Seurre 20 km au nord.
La ville est jumelée avec Gensingen en Allemagne (Rhénanie-Palatinat). Elle est composée des deux bourgs, le premier celui de la petite ville de Pierre (de Bresse), le principal, qui a fusionné en 1973 avec le petit village de Terrans, situé à 3 km à l'ouest environ de Pierre-de-Bresse même. Celui-ci est beaucoup moins important et compte aujourd'hui environ 250 âmes. La fusion de ces deux communes a permis de maintenir l'apparence d'une stabilité de la population alors que celle-ci a diminué de plus de 250 unités en un siècle.

### Climat
Pour des articles plus généraux, voir Climat de la Bourgogne-Franche-Comté et Climat de Saône-et-Loire.
En 2010, le climat de la commune est de type climat océanique dégradé des plaines du Centre et du Nord, selon une étude du Centre national de la recherche scientifique s'appuyant sur une série de données couvrant la période 1971-2000. En 2020, Météo-France publie une typologie des climats de la France métropolitaine dans laquelle la commune est exposée à un climat semi-continental et est dans la région climatique Bourgogne, vallée de la Saône, caractérisée par un bon ensoleillement (1 900 h/an), un été chaud (18,5 °C), un air sec au printemps et en été et des vents faibles.
Pour la période 1971-2000, la température annuelle moyenne est de 10,9 °C, avec une amplitude thermique annuelle de 17,6 °C. Le cumul annuel moyen de précipitations est de 936 mm, avec 11,7 jours de précipitations en janvier et 7,9 jours en juillet. Pour la période 1991-2020, la température moyenne annuelle observée sur la station météorologique de Météo-France la plus proche, « Pagny-le-chateau », sur la commune de Chamblanc à 17 km à vol d'oiseau, est de 11,7 °C et le cumul annuel moyen de précipitations est de 802,0 mm. 
La température maximale relevée sur cette station est de 39,6 °C, atteinte le 7 août 2003 ; la température minimale est de −17,8 °C, atteinte le 20 décembre 2009,,.
Les paramètres climatiques de la commune ont été estimés pour le milieu du siècle (2041-2070) selon différents scénarios d'émission de gaz à effet de serre à partir des nouvelles projections climatiques de référence DRIAS-2020. Ils sont consultables sur un site dédié publié par Météo-France en novembre 2022.

## Urbanisme

### Typologie
Au 1er janvier 2024, Pierre-de-Bresse est catégorisée commune rurale à habitat dispersé, selon la nouvelle grille communale de densité à sept niveaux définie par l'Insee en 2022.
Elle est située hors unité urbaine et hors attraction des villes,.

### Occupation des sols
L'occupation des sols de la commune, telle qu'elle ressort de la base de données européenne d’occupation biophysique des sols Corine Land Cover (CLC), est marquée par l'importance des territoires agricoles (73,5 % en 2018), en diminution par rapport à 1990 (75,4 %). La répartition détaillée en 2018 est la suivante : terres arables (41,4 %), zones agricoles hétérogènes (16,3 %), prairies (15,7 %), forêts (14,2 %), zones urbanisées (8,2 %), eaux continentales (4,1 %). L'évolution de l’occupation des sols de la commune et de ses infrastructures peut être observée sur les différentes représentations cartographiques du territoire : la carte de Cassini (XVIIIe siècle), la carte d'état-major (1820-1866) et les cartes ou photos aériennes de l'IGN pour la période actuelle (1950 à aujourd'hui).

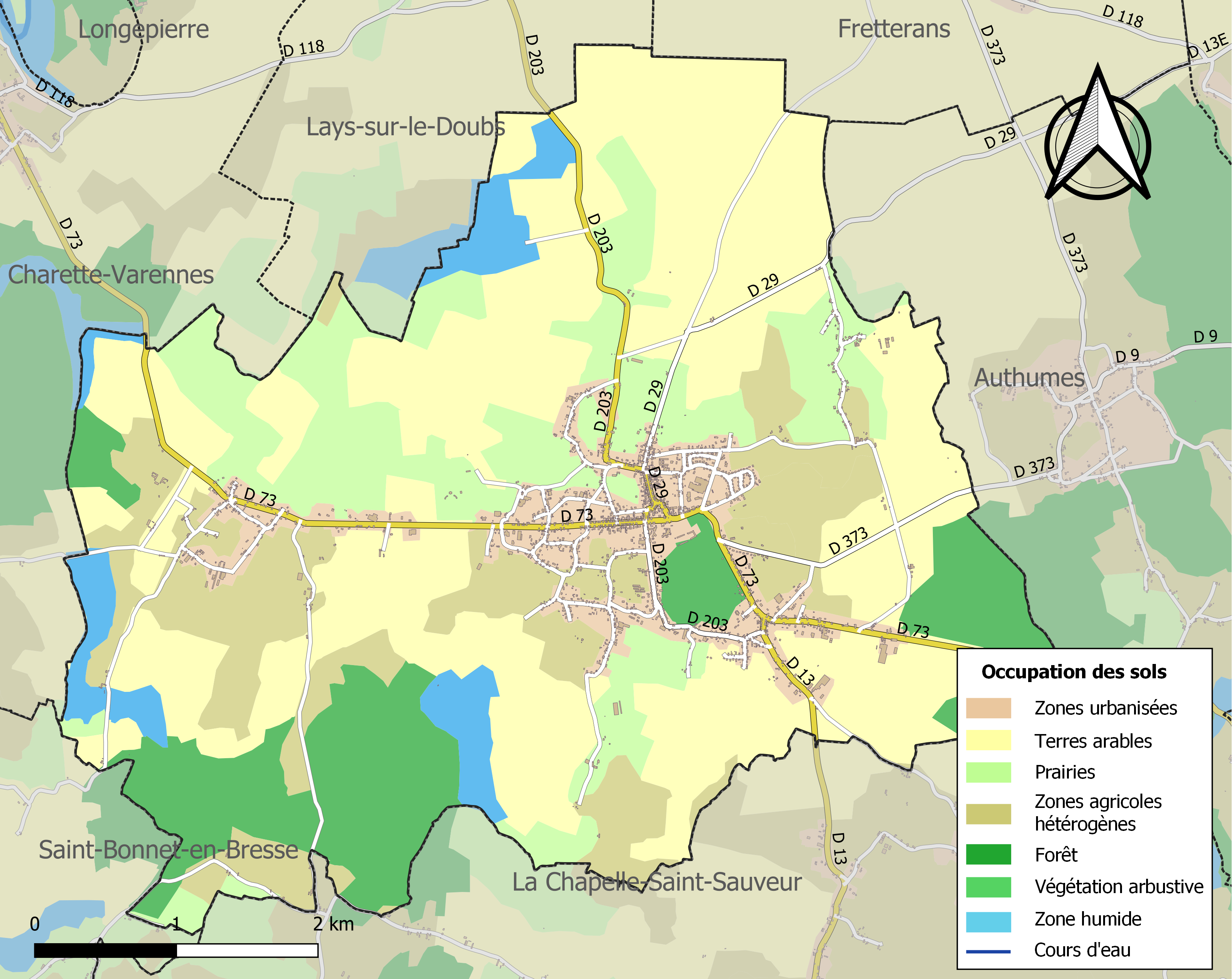
Carte des infrastructures et de l'occupation des sols de la commune en 2018 (CLC).

## Toponymie
Le village tient son nom d'un monument mégalithique (?) ou funéraire gallo-romain, la « Pierre » ou « la Perrière » (ce qui tendrait à indiquer une carrière de pierres de récupération).

## Histoire
L'occupation du site est avérée depuis l'époque gallo-romaine (plusieurs sites ont livré des monnaies et des médailles du Ier au IVe siècle). Le village tirerait son nom d'un monument mégalithique semblable à la pierre de Couhard (près d'Autun). Pierre fut sur la frontière après le traité de Verdun (843) puis de la Bourgogne (après 1477). Le village fut incendié en 1638 par les troupes espagnoles aux ordres du baron de Watteville. Le château fort de Pierre était défendu par le capitaine de Chanteret pour la couronne de France, et qui conquit et détruisit (sur ordre de Richelieu) le château d'Authumes. La ligne de chemin de fer Chagny-Dole ouverte officiellement en 1871 (mais qui fut utilisée par l'armée dès 1870), déclassée en 1973, passait par Pierre-de-Bresse et avait une gare voyageurs et marchandises.

## Politique et administration

### Liste des maires
| Période                                  | Période       | Identité          | Étiquette | Qualité                                                                                     |
| ---------------------------------------- | ------------- | ----------------- | --------- | ------------------------------------------------------------------------------------------- |
| 1978                                     | juin 1995     | Jean Pareau       | UDF       | Conseiller général                                                                          |
| juin 1995                                | décembre 2010 | Alain Gillet      | UMP       | Conseiller général                                                                          |
| décembre 2010                            | mai 2020      | Claudette Jaillet | DVG       |                                                                                             |
| mai 2020                                 | en cours      | Aline Gruet       | DVD-LR    | 1re vice-présidente de Bresse Nord Intercom', conseillère départementale (Pierre-de-Bresse) |
| Les données manquantes sont à compléter. |               |                   |           |                                                                                             |

## Démographie
L'évolution du nombre d'habitants est connue à travers les recensements de la population effectués dans la commune depuis 1793. Pour les communes de moins de 10 000 habitants, une enquête de recensement portant sur toute la population est réalisée tous les cinq ans, les populations de référence des années intermédiaires étant quant à elles estimées par interpolation ou extrapolation. Pour la commune, le premier recensement exhaustif entrant dans le cadre du nouveau dispositif a été réalisé en 2008.
En 2022, la commune comptait 1 945 habitants, en évolution de −0,31 % par rapport à 2016 (Saône-et-Loire : −1,06 %, France hors Mayotte : +2,11 %).
| 1793  | 1800  | 1806  | 1821  | 1831  | 1836  | 1841  | 1846  | 1851  |
| ----- | ----- | ----- | ----- | ----- | ----- | ----- | ----- | ----- |
| 1 403 | 1 510 | 1 473 | 1 728 | 1 751 | 1 947 | 1 992 | 2 047 | 2 059 |

| 1856  | 1861  | 1866  | 1872  | 1876  | 1881  | 1886  | 1891  | 1896  |
| ----- | ----- | ----- | ----- | ----- | ----- | ----- | ----- | ----- |
| 1 927 | 1 900 | 1 936 | 1 993 | 2 046 | 2 004 | 1 978 | 1 935 | 1 985 |

| 1901  | 1906  | 1911  | 1921  | 1926  | 1931  | 1936  | 1946  | 1954  |
| ----- | ----- | ----- | ----- | ----- | ----- | ----- | ----- | ----- |
| 1 944 | 1 981 | 2 000 | 1 904 | 1 859 | 1 758 | 1 749 | 1 765 | 1 745 |

| 1962  | 1968  | 1975  | 1982  | 1990  | 1999  | 2006  | 2008  | 2013  |
| ----- | ----- | ----- | ----- | ----- | ----- | ----- | ----- | ----- |
| 1 811 | 1 766 | 2 050 | 2 097 | 1 981 | 1 991 | 1 968 | 1 967 | 1 978 |

| 2018  | 2022  | - | - | - | - | - | - | - |
| ----- | ----- | - | - | - | - | - | - | - |
| 1 940 | 1 945 | - | - | - | - | - | - | - |

Il est à noter que l'augmentation de la population entre 1970 et 1975 est due au rattachement de la commune de Terrans qui comptait environ 300 habitants.

### Établissements

#### Éducation
- École privée Lorieux.
- École maternelle et primaire Guyennot-Payot.
- Collège Pierre-Vaux.
- Crèche la Maje.

#### Services publics
- Bureau de poste.
- Secrétariat de mairie.

#### Commerces et services
- Grandes surfaces, une boucherie-charcuterie, un pâtissier.
- Coiffeurs, manucure.
- Jardinage, horticulteur
- Artisanat-BTP : plaquistes, charpentier, menuisiers.
- 2 boulangers.
- Restaurants, : le Sabot bressan, Bresse Kebab, pizzeria "Il Bolognese".
- Maison de la presse, fleuriste.
- Maison château Noirot, manteaux et vêtements en cuir et fourrure.
- Banques et assurances.
- Photographe.
- Nombreuses associations (foyer rural amicale Pierroise, club des aînés, tremplin, judo club, école de musique, vélo...).

#### Soins
- Deux médecins, deux pharmacies.
- Un prothésiste, deux opticiens.
- Maison Admr de soins et services à domicile.
- Dentistes, ambulancier.
- Maison de retraite.
- Résidence des Acacias, foyer logement pour personnes âgées.

### Industries
- Usine Texen-Mayet, confection d'objets en plastique.
- Usine Bourgogne Aluminium, fabrication et pose de menuiseries aluminium, PVC, vérandas, pergolas, volets roulants, portails et métalleries.
- Tri Home, conception et pose de menuiseries extérieures aluminium et PVC.

### Marchés
- Marché tous les lundis.
- Marché de producteurs tous les deuxièmes dimanches de chaque mois.

## Culture et patrimoine
Un OVNI a été observé dans le ciel pierrois le 18 juin 1976 vers 23 h par cinq témoins.
Les 14 et 15 juin 1975 vers 2 h du matin, deux observations avaient déjà eu lieu à proximité de Pierre-de-Bresse sur la route venant de Fretterans.
En 2002 un vitrail sur le thème de La République a été commandé par la Municipalité, à O. Goestchel, Meilleur Ouvrier de France (MOF) 2000, et placé dans le bureau du maire. note 20
Pierre-de-Bresse a été labellisée Cité de Caractère de Bourgogne-Franche-Comté en 2017.

### Lieux et monuments
- Le château de Pierre-de-Bresse, abritant l'écomusée de la Bresse[19].
- Le château de Terrans.
- L'Église Saint-Marcel de Pierre-de-Bresse du XVIIe siècle.
- L'Église Saint-Léger de Terrans.
- La chapelle de Grandmont, réédifiée au milieu du XIXe siècle, consistant en un petit édifice en brique de plan hexagonal, coiffé d'un toit à six pans, couronné d'un lanternon ajouré de six baies vitrées (la porte est aménagée dans un avant-corps surmonté d'un fronton triangulaire orné d'une croix)[1].

### Personnalités liées à la commune

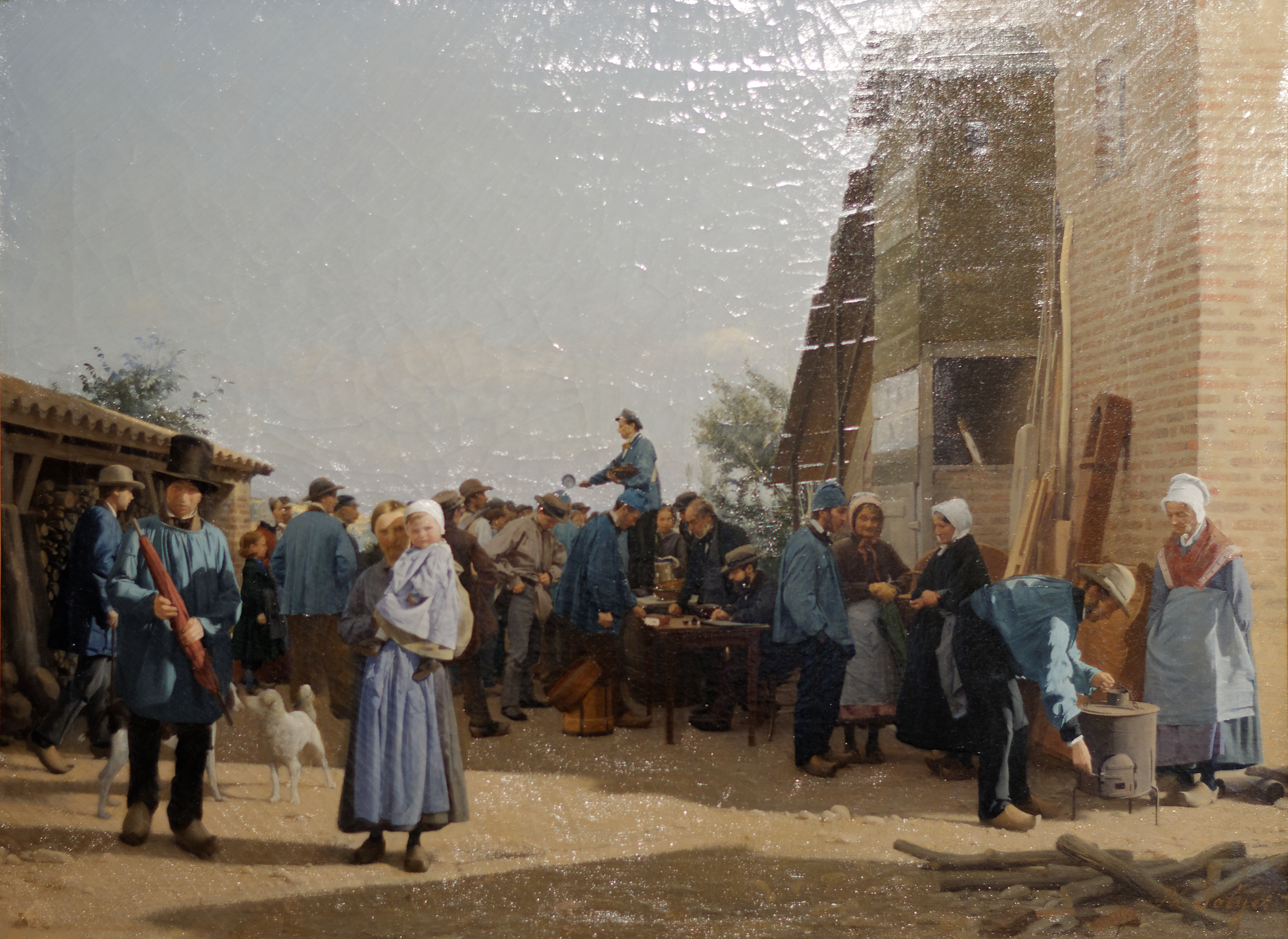
Vente mobilière en Bresse, Philippe Jolyet. Musée des Ursulines de Mâcon.

- Henri-Pons de Thiard de Bissy (1657-1737) fut évêque de Toul de 1687 à 1704, évêque de Meaux de 1704 à 1737 et cardinal.
- Amédée Guillemin (Pierre-de-Bresse 1826 - Pierre-de-Bresse 1893), écrivain scientifique français.
- Philippe Jolyet (Pierre-de-Bresse 1832 - Nay 1908), peintre régionaliste.
- Hippolyte Rossignol (1837-1919), vétérinaire.
- Charles Saski (1850-1913), général français et historien militaire napoléonien est né à Pierre-de-Bresse et décédé à Paris.
- Henri Dorey (1907-1967), homme politique français, est né à Terrans.
- Fabienne Chaudat (1959-), actrice française née à Pierre-de-Bresse.
- Thierry Demaizière (1959-), journaliste, reporter, réalisateur.

### Héraldique
|  | Les armes de la commune se blasonnent ainsi : De gueules à trois clefs contournées d'or. |

## Pour approfondir